# Nazionale femminile di pallavolo di San Marino
La nazionale femminile di pallavolo di San Marino è una squadra europea composta dalle migliori giocatrici di pallavolo di San Marino ed è posta sotto l'egida della Federazione Sammarinese Pallavolo.

## Rosa
Segue la rosa delle giocatrici convocate per i XX Giochi dei piccoli stati d'Europa.
| N° | Nome                | Ruolo | Data di nascita  | Squadra        |
| -- | ------------------- | ----- | ---------------- | -------------- |
| 3  | Rosa Muccioli       | C     | 12 novembre 2007 | -              |
| 4  | Ludovica Ghinelli   | C     | 4 agosto 1998    | -              |
| 5  | Giorgia Guerra      | C     | 20 giugno 2008   | -              |
| 6  | Arianna Menicucci   | C     | 6 aprile 2005    | -              |
| 11 | Alice Pasolini      | L     | 6 luglio 2000    | -              |
| 12 | Alice Pedrelli      | S     | 2 luglio 2008    | -              |
| 18 | Anita Magalotti     | S     | 1º febbraio 1996 | Riviera Rimini |
| 19 | Camilla Tiezzi      | P     | 2009             | -              |
| 20 | Federica Tura       | O     | 29 gennaio 2003  | -              |
| 22 | Martina De Gregorio | S     | 1993             | Riviera Rimini |
| 23 | Julia Zanotti       | S     | 11 novembre 2007 | -              |
| 28 | Matilde Stefanelli  | S     | 24 novembre 2007 | -              |

## Risultati

### Competizioni CEV
| 2000 | 2º posto        | Convocazioni |
| 2002 | 1º posto        | Convocazioni |
| 2004 | non qualificata | Convocazioni |
| 2007 | non qualificata | -            |
| 2009 | 2º posto        | Convocazioni |
| 2011 | 2º posto        | Convocazioni |
| 2013 | 2º posto        | Convocazioni |
| 2015 | non qualificata | -            |
| 2017 | non qualificata | -            |
| 2019 | non qualificata | -            |
| 2022 | 2º posto        | Convocazioni |
| 2023 | non qualificata | -            |
| 2024 | 2º posto        | Convocazioni |

### Competizioni zonali
| 1989 | 2º posto | Convocazioni |
| 1991 | 3º posto | Convocazioni |
| 1993 | 2º posto | Convocazioni |
| 1995 | 2º posto | Convocazioni |
| 1997 | 3º posto | Convocazioni |
| 1999 | 1º posto | Convocazioni |
| 2001 | 1º posto | Convocazioni |
| 2003 | 3º posto | Convocazioni |
| 2005 | 1º posto | Convocazioni |
| 2007 | 4º posto | Convocazioni |
| 2009 | 2º posto | Convocazioni |
| 2011 | 1º posto | Convocazioni |
| 2013 | 3º posto | Convocazioni |
| 2015 | 2º posto | Convocazioni |
| 2017 | 2º posto | Convocazioni |
| 2019 | 4º posto | Convocazioni |
| 2025 | 4º posto | Convocazioni |

| 1975 | non qualificata | -            |
| 1979 | non qualificata | -            |
| 1983 | non qualificata | -            |
| 1987 | non qualificata | -            |
| 1991 | non qualificata | -            |
| 1993 | non qualificata | -            |
| 1997 | non qualificata | -            |
| 2001 | 10º posto       | Convocazioni |
| 2005 | non qualificata | -            |
| 2009 | non qualificata | -            |
| 2013 | non qualificata | -            |
| 2018 | non qualificata | -            |
| 2022 | non qualificata | -            |